# Hans von Watter
Egon Oskar Hans Freiherr von Watter (* 5. Mai 1903 in Koblenz; † 9. Mai 1945 auf der Flucht aus Prag) war ein deutscher Verwaltungsbeamter.

## Leben
Hans von Watter, Sohn des Generalmajors Kurt Wilhelm Otto Freiherr von Watter, studierte nach dem Besuch des Gymnasiums in Cannstatt und des Karlsgymnasiums in Stuttgart Rechtswissenschaften an der Philipps-Universität Marburg und der Eberhard Karls Universität Tübingen. 1921 wurde er Mitglied des Corps Suevia Tübingen. 1925 bestand er das erste juristische Staatsexamen. 1928 legte der zweite Staatsexamen ab und wurde zum Dr. jur. promoviert. 1929 trat er in den Dienst bei der württembergischen Innenverwaltung ein und wurde noch im gleichen Jahr zum Regierungsrat ernannt. Zwischen 1929 und 1933 übte er bei verschiedenen Oberämtern Tätigkeiten aus. Im Mai 1933 kam er zur für Bezirks- und Körperschaftsverwaltung zuständigen Abteilung im Staatskommissariat. Im November 1933 wurde er in das württembergische Wirtschaftsministerium versetzt. 1933 war er der NSDAP beigetreten. 1935 wurde er Amtsverweser und im November desselben Jahres Landrat des Landkreises Freudenstadt. Im März 1939 wurde er nach Anforderung durch seinen Corpsbruder Konstantin von Neurath zum Protektorat Böhmen und Mähren abgeordnet, war zunächst kurzzeitig Kreishauptmann in Náchod und Königgrätz, dann ab Mai 1939 Kreishauptmann in Prag und ab 1. Oktober 1939 Oberlandrat des Oberlandratsbezirks Prag. 1944 wurde er Ministerialrat im Deutschen Staatsministerium in Prag.